# Кубок России по волейболу среди женщин 1996
4-й розыгрыш Кубка России по волейболу среди женских команд проходил с мая по октябрь 1996 года. Победителем во 2-й раз в своей истории стала команда «Метар» (Челябинск).
В турнире не участвовали сильнейшие команд страны — «Уралочка», «Уралтрансбанк» (обе — Екатеринбург), ЦСКА (Москва).

## Кубок Сибири и Дальнего Востока
5-й розыгрыш Кубка Сибири и Дальнего Востока являлся отборочным турниром к Кубку России. В соревнованиях приняли участие команды суперлиги и высшей лиги «А» региона «Сибирь — Дальний Восток». Победителем стала читинская «СКА-Забайкалка», обыгравшая в финале новосибирский «Спутник». Обе команды получили путёвки в финальный этап Кубка России.

## Полуфинальный этап
Полуфиналы прошли летом в трех группах. По две лучшие команды из групп — ЦСК ВВС «Искра» (Самара), «Синяя Птица» (Балаково), «Метар» (Челябинск), «Заречье» (Московская область), ТТУ (Санкт-Петербург), «Динамо» (Краснодар) — выиграли путёвки в финальный этап, где к ним присоединились финалисты Кубка Сибири и Дальнего Востока — «Забайкалка» и «Спутник».

## Финальный этап
11-16 сентября 1996. Лазаревское (Краснодарский край).
8 команд-участниц финального этапа (вместо отказавшегося ТТУ в число участников включена самарская ЦСК ВВС «Искра»-2) на групповой стадии были разделены на две группы. По две лучшие команды из групп вышли в полуфинал плей-офф и определили финалистов, которые разыграли Кубок. В финале челябинский «Метар» обыграл подмосковное «Заречье» 3:1. В матче за 3-е место краснодарское «Динамо» победило самарскую ЦСК ВВС «Искру».

### Итоги

#### Положение команд
| «Метар» (Челябинск)            |
| «Заречье» (Московская область) |
| «Динамо» (Краснодар)           |
| 4. ЦСК ВВС «Искра» (Самара)    |
| 5. «Синяя Птица» (Балаково)    |
| 6. «Спутник» (Новосибирск)     |
| 7. «СКА-Забайкалка» (Чита)     |
| 8. ЦСК ВВС «Искра»-2 (Самара)  |

#### Победитель
«Метар» (Челябинск): Наталья Абубакирова, Юлия Антонова, Екатерина Гамова, Ольга Губанова, Евгения Кинзерская, Екатерина Корчагина, Елена Литвинова, Юлия Локтева, Елена Юрина. Главный тренер — Николай Сорогин.